# Peyton C. March

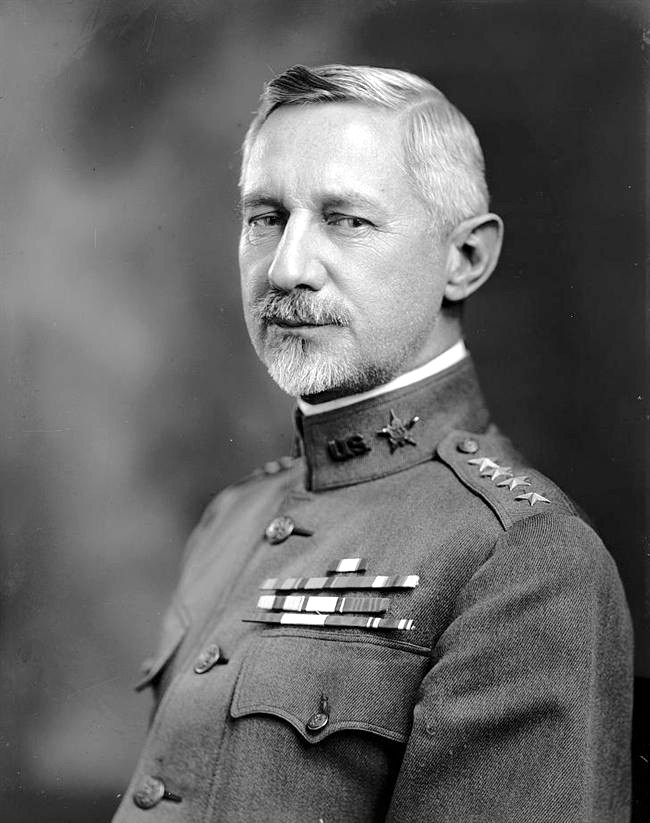
Peyton C. March als Viersternegeneral

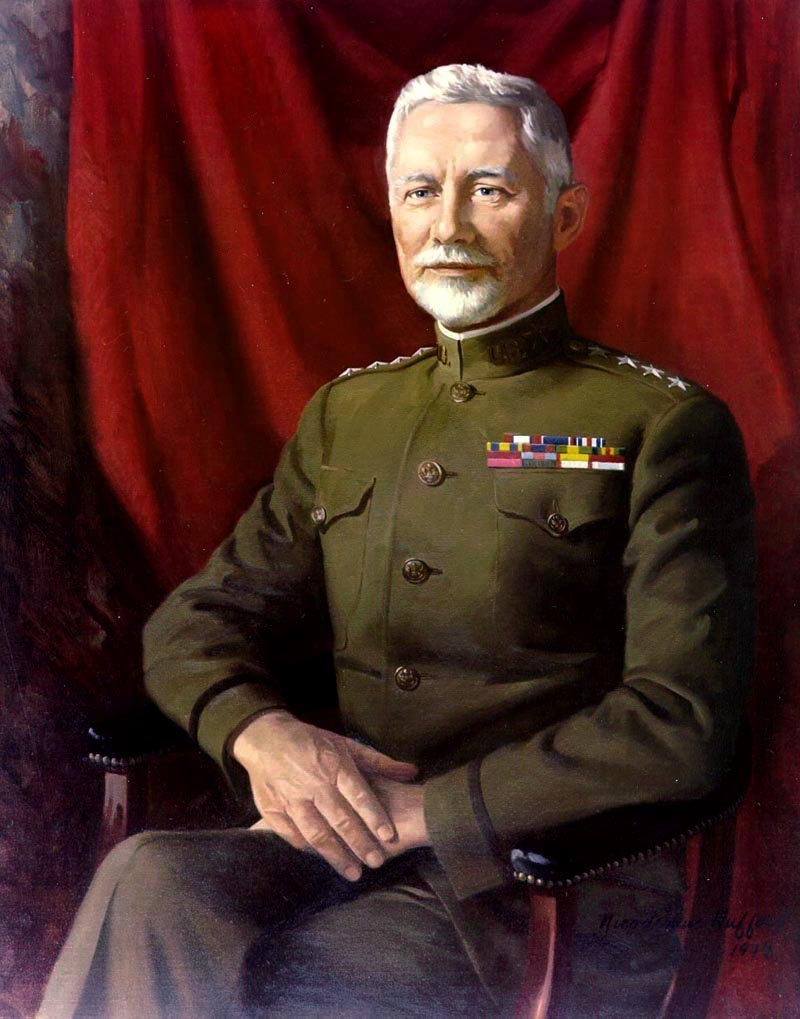
Offizielles Porträt als Chief of Staff

Peyton Conway March (* 27. Dezember 1864 in Easton, Pennsylvania; † 13. April 1955 in Washington, D.C.) war ein US-amerikanischer General und der 9. Chief of Staff of the Army.

## Leben
March wurde als Sohn des Philologen und College-Professors Francis Andrew March geboren und besuchte das Lafayette College in Easton, an dem dieser lehrte. 1884 wurde er in die United States Military Academy aufgenommen, von der er 1888 graduierte. Anschließend wurde er dem 3. Artillerieregiment als 2nd Lieutenant zugeteilt, später dem 5. Artillerieregiment ab 1894 als 1st Lieutenant. Von 1896 bis 1898 besuchte er die Artillerieschule in Fort Monroe. Mit dem 5. Artillerieregiment nahm er 1898 auf den Philippinen am Spanisch-Amerikanischen Krieg teil. 1899 wurde er als Assistent von Generalmajor Arthur MacArthur, der 1900 Militärgouverneur der Philippinen werden sollte. Als temporärer Major und Oberstleutnant im 33. Freiwilligen-Infanterieregiment nahm er an zahlreichen Kampfhandlungen im Philippinisch-Amerikanischen Krieg teil. Zeitweise diente er auch als Provinzgouverneur und Kommissar für das Gefangenenwesen.
1903 wurde er Mitglied im Generalstab des Kriegsministeriums und 1904 als Beobachter im Russisch-Japanischen Krieg nach Asien entsandt. Ab 1907 diente er in Folge als Adjutant von Fort Riley, des Department of the Missouri, des Zentraldepartments, der 2nd Infantry Division und schließlich des Kriegsministeriums. Als Oberst befehligte er ab 1916 das 8. Artillerieregiment an der mexikanischen Grenze.
1917 zum Brigadegeneral und dann zum Generalmajor befördert, befehligte er im Ersten Weltkrieg die 1. Artilleriebrigade der 1st Infantry Division, später die Artillerie der gesamten American Expeditionary Forces (AEF). 
Im März 1918 wurde er amtierender Generalstabschef und übernahm diesen Posten als temporärer Viersterne-General (Mai 1918). March war zuständig für den rapiden Aufbau der AEF in Frankreich, modernisierte die Strukturen der Armee und etablierte das Primat des Stabschefs als militärischer Führer der Armee. Als Chef des Stabes kam er oft zu Uneinigkeit mit General John J. Pershing, dem Oberbefehlshaber der US-Truppen an der Westfront im Ersten Weltkrieg.
March trat im Juni 1921 von seinem Posten ab und wurde im November als Generalmajor aus dem Dienst verabschiedet. 1930 wurde er auf der Retired list wieder zum Viersternegeneral befördert. 
March war zwei Mal verheiratet und hatte einen Sohn Peyton Jr., nach dem die March Air Force Base in Kalifornien benannt wurde. Er wurde auf dem Arlington National Cemetery beerdigt.

## Auszeichnungen u.a.
|  | Distinguished Service Cross                                               |
|  | Silver Star                                                               |
|  | Spanish Campaign Medal                                                    |
|  | Philippine Campaign Medal                                                 |
|  | Honorary Knight Grand Cross of the Order of St Michael and St George (UK) |